# Oberwaldbehrungen

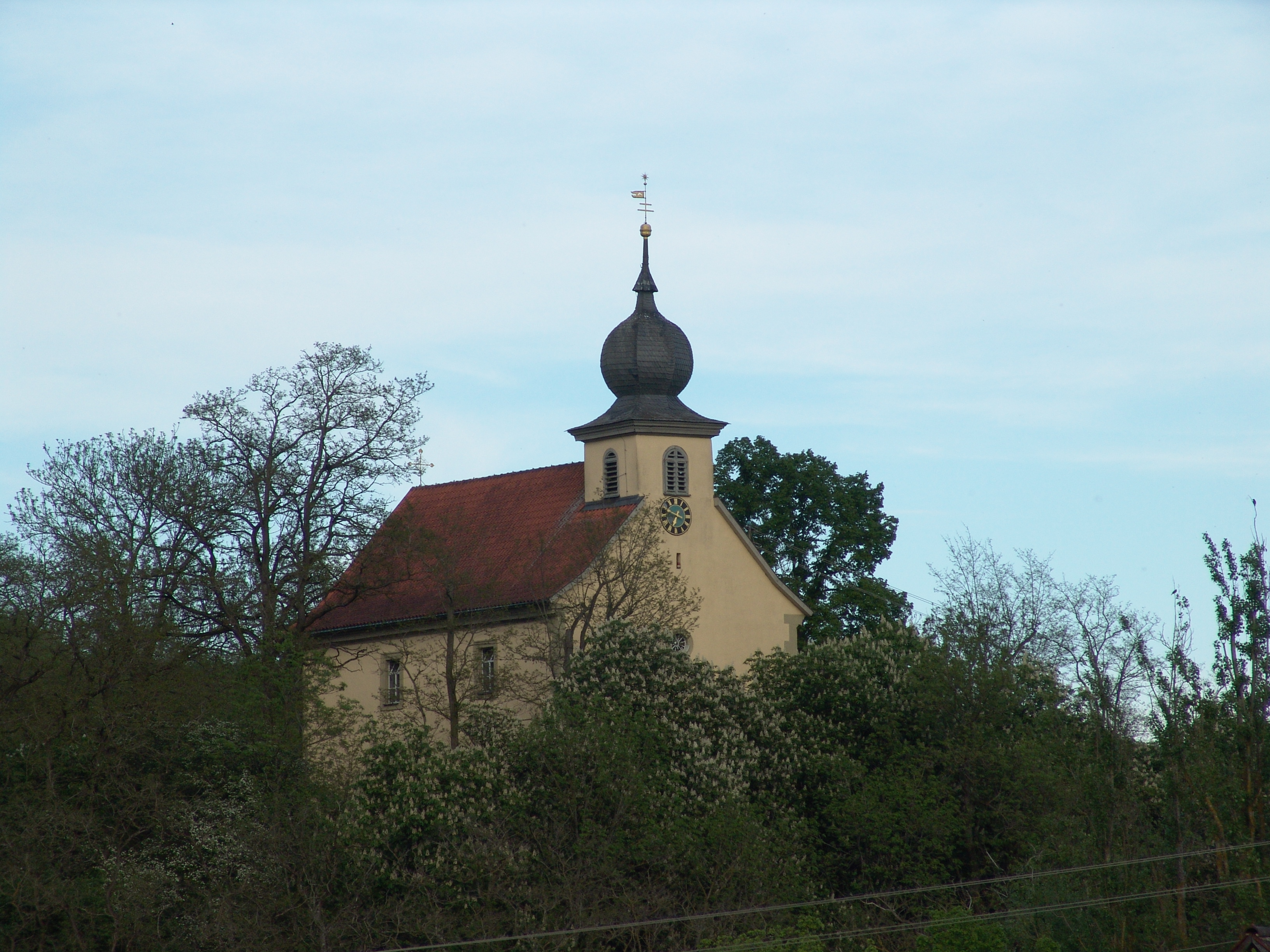
Dorfkirche Oberwaldbehrungen

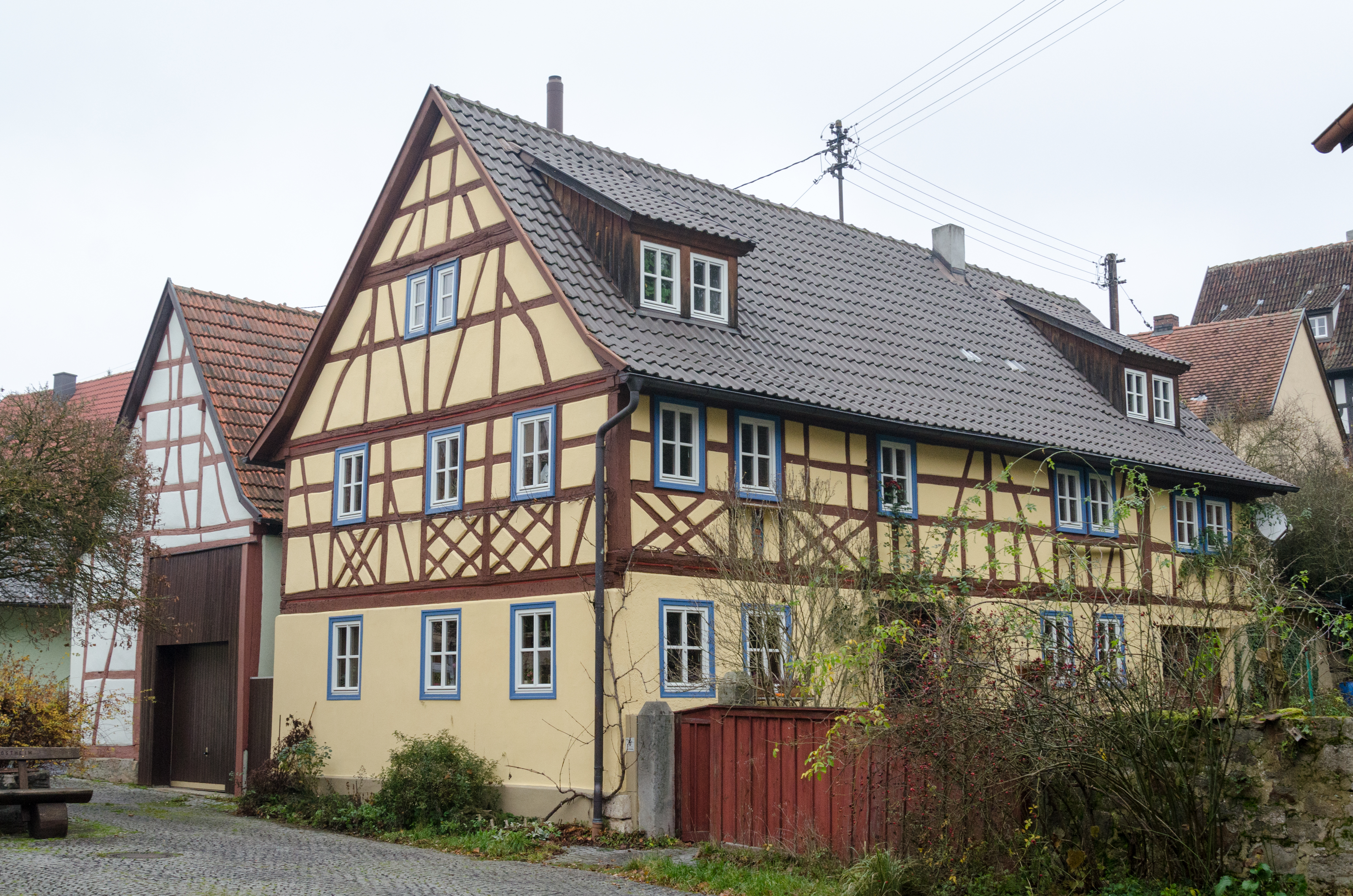
Alte Schule im Ortskern

 Oberwaldbehrungen  ist ein Gemeindeteil der Stadt Ostheim vor der Rhön im Landkreis Rhön-Grabfeld (Unterfranken, Bayern).

## Geografie
Das Kirchdorf Oberwaldbehrungen liegt im südlichen Vorland der Rhön im Besengau.

## Geschichte
Ober- und Unterwaldbehrungen sind wahrscheinlich die ältesten Siedlungen des Besengaus. Sie wurden bereits 795 urkundlich erwähnt und bildeten ursprünglich eine Gemeinde namens Waldbaring. Die Ortsendung -ing lässt auf eine thüringische Gründung schließen.
Oberwaldbehrungen, am Rand des Gebiets des Hochstifts Würzburg gelegen, wurde 1480 an die Herren von der Tann zum Lehen vergeben, wodurch es zu einer Exklave der Herrschaft Tann wurde. Die Herren von der Tann führten 1553/1554 die Reformation ein. Der Ort war kirchlich bis 1670 eine Filiale des evangelischen Nachbarorts Urspringen, welcher sich bereits im hennebergischen, später sächsischen Amt Lichtenberg befand.
Nach dem Reichsdeputationshauptschluss wurde die reichsfreie Herrschaft Tann mit Oberwaldbehrungen im Jahr 1803 mediatisiert und kam an das Königreich Bayern. Bedingt durch die Napoleonischen Kriege kam das Gebiet mit der Rheinbundakte 1806 an das Großherzogtum Würzburg. Nach den Bestimmungen des Wiener Kongresses gehörte das Territorium ab 1814 wieder zu Bayern und wurde dem Untermainkreis angegliedert. Während die ehemalige Herrschaft Tann in Folge des Deutschen Kriegs von 1866 an die preußische Provinz Hessen-Nassau kam, blieb Oberwaldbehrungen bei Bayern.
Am 1. Januar 1972 wurde die bis Gemeinde Oberwaldbehrungen im Zuge der Gebietsreform in Bayern in die Stadt Ostheim vor der Rhön eingegliedert.

## Kultur und Sehenswürdigkeiten
- Jüdischer Friedhof

### Baudenkmäler
siehe Liste der Baudenkmäler in Oberwaldbehrungen

### Religionen
Die evangelische Gemeinde im Ort gehört zur Pfarrei Urspringen im Evangelisch-Lutherischen Dekanat Bad Neustadt an der Saale.